# Selección de fútbol playa de Palestina
La selección de fútbol playa de Palestina es el representativo del país en competiciones oficiales. Pertenece a la Confederación Asiática de Fútbol, y realizó su primera participación en una ronda clasificatoria para la copa mundial en el año 2013. Ostenta una medalla de bronce en los Juegos Asiáticos de Playa.

## Participación en torneos oficiales

### Clasificación para la copa mundial
El mes de enero de 2013, Palestina tomó parte por primera vez en una fase de clasificación de la AFC, para la copa mundial a realizarse en Tahití. El equipo no logró pasar de la primera ronda, aunque se adjudicó tres victorias.

### Juegos Asiáticos
Palestina debutó en los Juegos Asiáticos de Playa en el 2010, en los que perdió dos de sus tres encuentros de la primera ronda del torneo, ganando el único ante Vietnam.
Ya en el torneo del 2012, en los Juegos de Haiyang, China, realizó un notable desempeño, adjudicándose la medalla de bronce. Ganó los tres encuentros de la ronda preliminar, uno de ellos al anfitrión, y en la ronda de cuartos de final enfrentó al equipo que ostentó la medalla de plata en 2010, Omán, al que derrotó 4:3. En la semifinal cayó derrotada ante Irán (0:9), por lo que disputó el tercer puesto contra el Líbano, y ganó el encuentro seis goles por cinco.

## Estadísticas

### Copa Mundial de Fútbol Playa FIFA
| Copa Mundial de Fútbol Playa FIFA | Copa Mundial de Fútbol Playa FIFA | Copa Mundial de Fútbol Playa FIFA | Copa Mundial de Fútbol Playa FIFA | Copa Mundial de Fútbol Playa FIFA | Copa Mundial de Fútbol Playa FIFA | Copa Mundial de Fútbol Playa FIFA | Copa Mundial de Fútbol Playa FIFA |
| Año                               | Ronda                             | J                                 | G                                 | G+                                | P                                 | GF                                | GC                                |
| --------------------------------- | --------------------------------- | --------------------------------- | --------------------------------- | --------------------------------- | --------------------------------- | --------------------------------- | --------------------------------- |
| 2005 - 2009                       | No participó                      | No participó                      | No participó                      | No participó                      | No participó                      | No participó                      | No participó                      |
| 2011                              | Se retiró                         | Se retiró                         | Se retiró                         | Se retiró                         | Se retiró                         | Se retiró                         | Se retiró                         |
| 2013                              | No clasificó                      | No clasificó                      | No clasificó                      | No clasificó                      | No clasificó                      | No clasificó                      | No clasificó                      |
| 2015                              | Se retiró                         | Se retiró                         | Se retiró                         | Se retiró                         | Se retiró                         | Se retiró                         | Se retiró                         |
| 2017                              | No participó                      | No participó                      | No participó                      | No participó                      | No participó                      | No participó                      | No participó                      |
| 2019                              | No clasificó                      | No clasificó                      | No clasificó                      | No clasificó                      | No clasificó                      | No clasificó                      | No clasificó                      |
| 2021                              | No clasificó                      | No clasificó                      | No clasificó                      | No clasificó                      | No clasificó                      | No clasificó                      | No clasificó                      |
| Total                             | 0/11                              | -                                 | -                                 | -                                 | -                                 | -                                 | -                                 |

### Copa Asiática de Fútbol Playa
| Copa Asiática de Fútbol Playa | Copa Asiática de Fútbol Playa | Copa Asiática de Fútbol Playa | Copa Asiática de Fútbol Playa | Copa Asiática de Fútbol Playa | Copa Asiática de Fútbol Playa | Copa Asiática de Fútbol Playa | Copa Asiática de Fútbol Playa |
| Año                           | Ronda                         | J                             | G                             | G+                            | P                             | GF                            | GC                            |
| ----------------------------- | ----------------------------- | ----------------------------- | ----------------------------- | ----------------------------- | ----------------------------- | ----------------------------- | ----------------------------- |
| 2006 - 2009                   | No participó                  | No participó                  | No participó                  | No participó                  | No participó                  | No participó                  | No participó                  |
| 2011                          | Se retiró                     | Se retiró                     | Se retiró                     | Se retiró                     | Se retiró                     | Se retiró                     | Se retiró                     |
| 2013                          | Sexto lugar                   | 5                             | 2                             | 1                             | 2                             | 24                            | 20                            |
| 2015                          | Se retiró                     | Se retiró                     | Se retiró                     | Se retiró                     | Se retiró                     | Se retiró                     | Se retiró                     |
| 2017                          | No participó                  | No participó                  | No participó                  | No participó                  | No participó                  | No participó                  | No participó                  |
| 2019                          | Cuarto lugar                  | 6                             | 4                             | 0                             | 2                             | 20                            | 20                            |
| Total                         | 6/9                           | 11                            | 6                             | 1                             | 4                             | 44                            | 40                            |